# Guglielmo Stendardo
Guglielmo Stendardo (ur. 6 maja 1981 w Neapolu) – włoski piłkarz występujący na pozycji środkowego obrońcy. Od 2017 roku zawodnik Pescary.

## Kariera klubowa
Guglielmo Stendardo zawodową karierę rozpoczął w 1997 w SSC Napoli. Rozegrał tam tylko jedno spotkanie, po czym trafił do Sampdorii. W nowej drużynie grał przez cztery lata i wystąpił tylko w 32 meczach. Następnym klubem w karierze Włocha była Salernitana, dla której w siedemnastu pojedynkach Stendardo cztery razy wpisywał się na listę strzelców. W 2003 Guglielmo podpisał kontrakt z Catanią. W zespole tym od razu wywalczył sobie miejsce w podstawowej jedenastce i rozegrał w sezonie 42 mecze.
Rok później obrońca znów zmienił klub. Tym razem przeszedł do zespołu Perugii. Tam Stendardo spisywał się bardzo dobrze, dzięki czemu dostał szansę przejścia do silniejszej drużyny. W 2005 Stendardo złożył podpis na pięcioletniej umowie z S.S. Lazio. W Rzymie początkowo pełnił rolę rezerwowego, jednak z czasem zaczął grywać coraz częściej, aż wyrósł na podporę defensywy ekipy "Biancocelestich".
W styczniu 2008 Włoch został wypożyczony do Juventusu. W barwach "Starej Damy" zadebiutował 31 stycznia w meczu z Interem w ramach rozgrywek o Puchar Włoch. Umowa obowiązywała przez pół roku i po zakończeniu sezonu Stendardo wrócił do S.S. Lazio. Pozyskaniem Stendardo swojego czasu interesowały się także między innymi zespoły angielskie oraz A.C. Milan. 1 września 2008 włoski zawodnik został wypożyczony do Lecce. Rozegrał dla niego 21 ligowych meczów, a Lecce spadło do drugiej ligi. Następnie Stendardo wrócił do Lazio, gdzie w latach 2009–2012 wystąpił w 33 meczach ligowych, w czasie których zdobył dwie bramki. 18 stycznia 2012 przeniósł się do Atalanty BC.

## Kariera reprezentacyjna
Guglielmo ma za sobą występy w młodzieżowych reprezentacjach Włoch. Grał w zespołach do lat 16, do lat 18 i do lat 20, dla których łącznie rozegrał 21 meczów i strzelił jednego gola.